# Волчков, Александр Александрович
Александр Александрович Волчков (25 сентября 1977, Москва, Россия) — российский хоккеист.

## Биография
Начинал играть в ЦСКА в 1994—1995 годах. C 1995 года играл в Америке. В 1995—1997 годах в Хоккейной лиге Онтарио (ОХЛ) в команде «Бэрии» — 103 матча, 66 заброшенных шайб, 80 результативных передач. В 1997 году попал во второй состав «Матч всех звёзд» ОХЛ.
В 1997—1999 годах играл в Портленде (АХЛ). В сезоне 1998/99 также провёл 25 матчей в ИХЛ за Цинцинати. Играл в матче всех звёзд АХЛ 2000 года. Первый матч в НХЛ провёл 23 октября 1999 года против «Феникса».
4 февраля 2000 года был обменян из «Вашингтона» в «Эдмонтон» на право выбора в четвёртом раунде драфта.
В 2000 году вернулся в Россию, играл за «Молот-Прикамье» и «Витязь» (Подольск).

## Статистика
```
                                            --- Regular Season ---  ---- Playoffs ----
Season   Team                        Lge    GP    G    A  Pts  PIM  GP   G   A Pts PIM
--------------------------------------------------------------------------------------
1995-96  Barrie Colts                OHL    47   36   27   63   36   7   2   3   5  12
1996-97  Barrie Colts                OHL    56   29   53   82   76   9   6   9  15  12
1996-97  Portland Pirates            AHL    --   --   --   --   --   4   0   0   0   0
1997-98  Portland Pirates            AHL    34    2    5    7   20   1   0   0   0   0
1998-99  Portland Pirates            AHL    27    3    8   11   24  --  --  --  --  --
1998-99  Cincinnati Cyclones         IHL    25    1    3    4    8  --  --  --  --  --
1999-00  Washington Capitals         NHL     3    0    0    0    0  --  --  --  --  --
1999-00  Portland Pirates            AHL    35   11   15   26   47  --  --  --  --  --
1999-00  Hamilton Bulldogs           AHL    25    2    6    8   11  --  --  --  --  --
2000-01  Perm Molot                  Russi  14    2    1    3    6
2000-01  Podolsk Vityaz              Russi  10    0    1    1    8
2002-03  Krylja Sovetov              Russi  15    1    1    2   12  --  --  --  --  --
--------------------------------------------------------------------------------------
         NHL Totals                          3    0    0    0    0
```